# Ferdinand de Rothschild
Barone Ferdinand de Rothschild noto anche come Ferdinand James Anselm, Freiherr von Rothschild (Parigi, 17 dicembre 1839 – Waddesdon, 17 dicembre 1898) è stato un banchiere francese naturalizzato austriaco e poi britannico, collezionista d'arte e politico, di origine ebraica, membro della prominente famiglia Rothschild.
Si identificava come liberale e poi liberale unionista, e fu un membro del parlamento che sedette alla Camera dei comuni del Regno Unito dal 1885 al 1898. Aveva una sorella, Miss Alice che, come suo fratello, era un'appassionata orticoltrice e collezionista d'arte. Ereditò la proprietà di Ferdinand, Waddesdon Manor, nel 1898 dopo la sua morte e continuò la tradizione di usare la sua casa come luogo per conservare le sue impressionanti collezioni.

## Biografia
Nonostante fosse nato a Parigi, nel 1839, era originario di Vienna e un membro della famiglia di banchieri austriaci, Rothschild. Era il secondo figlio del Barone Anselm von Rothschild (1803–1874) e della sua moglie inglese, Charlotte von Rothschild nata Rothschild (1807–1859). Il bisnonno di Ferdinand era Mayer Amschel Rothschild.
Nonostante possedesse il titolo ereditario di Freiherr (barone) della nobiltà austriaca, era chiamato familiarmente Ferdy da sua sorella, Miss Alice e dagli amici. Quando Ferdinand divenne un cittadino britannico e si trasferì da Vienna a Londra, "incarnò lo stile di vita in espansione della quarta generazione". Questa affermazione fu più evidente quando, il 7 giugno 1865, sposò la cugina di secondo grado Evelina de Rothschild (1839-1866), figlia di Lionel de Rothschild (1808-1879). Il 4 dicembre 1866 il loro figlio era nato morto ed Evelina morì più tardi lo stesso giorno. In sua memoria, Ferdinand costruì, equipaggiò e dotò l'Evelina Hospital for Sick Children a Southwark, a sud di Londra.
Dal 1868 al 1875 divenne tesoriere del Jewish Board of Guardians e Warden of the Central Synagogue nel 1870. Mentre assolveva a questi incarichi, fece un'offerta di 2 000 sterline che alla fine portò alla fondazione della Casa dei riservisti dell'esercito. Nel 1883, fu High Sheriff of Buckinghamshire. Venne candidato al Partito liberale per la circoscrizione di Londra St George's in the East ma scelse un altro seggio ad Aylesbury che detenne fino alla sua morte. Nel 1886, sulla questione della Home Rule irlandese, aderì ai liberali unionisti e organizzò incontri a Waddesdon Manor (dove Joseph Chamberlain, Arthur James Balfour e Lord Randolph Henry Churchill furono spesso ospiti) che portarono alla formazione del Partito Conservatore.
Dal 1896 fu un curatore del British Museum, un ruolo suggerito da Sir Augustus Wollaston Franks e riordinò la sua collezione rinascimentale che venne donata al British Museum dopo la sua morte. Questa è ora in mostra come Waddesdon Bequest. Ferdinand de Rothschild morì a Waddesdon Manor in occasione del suo 59º compleanno, e si pensa che la causa fosse stata il risultato di un raffreddore preso in occasione dell'ultima visita alla tomba di sua moglie. Venne inumato accanto a sua moglie nel Mausoleo Rothschild nel cimitero ebraico di West Ham.

## Collezionista

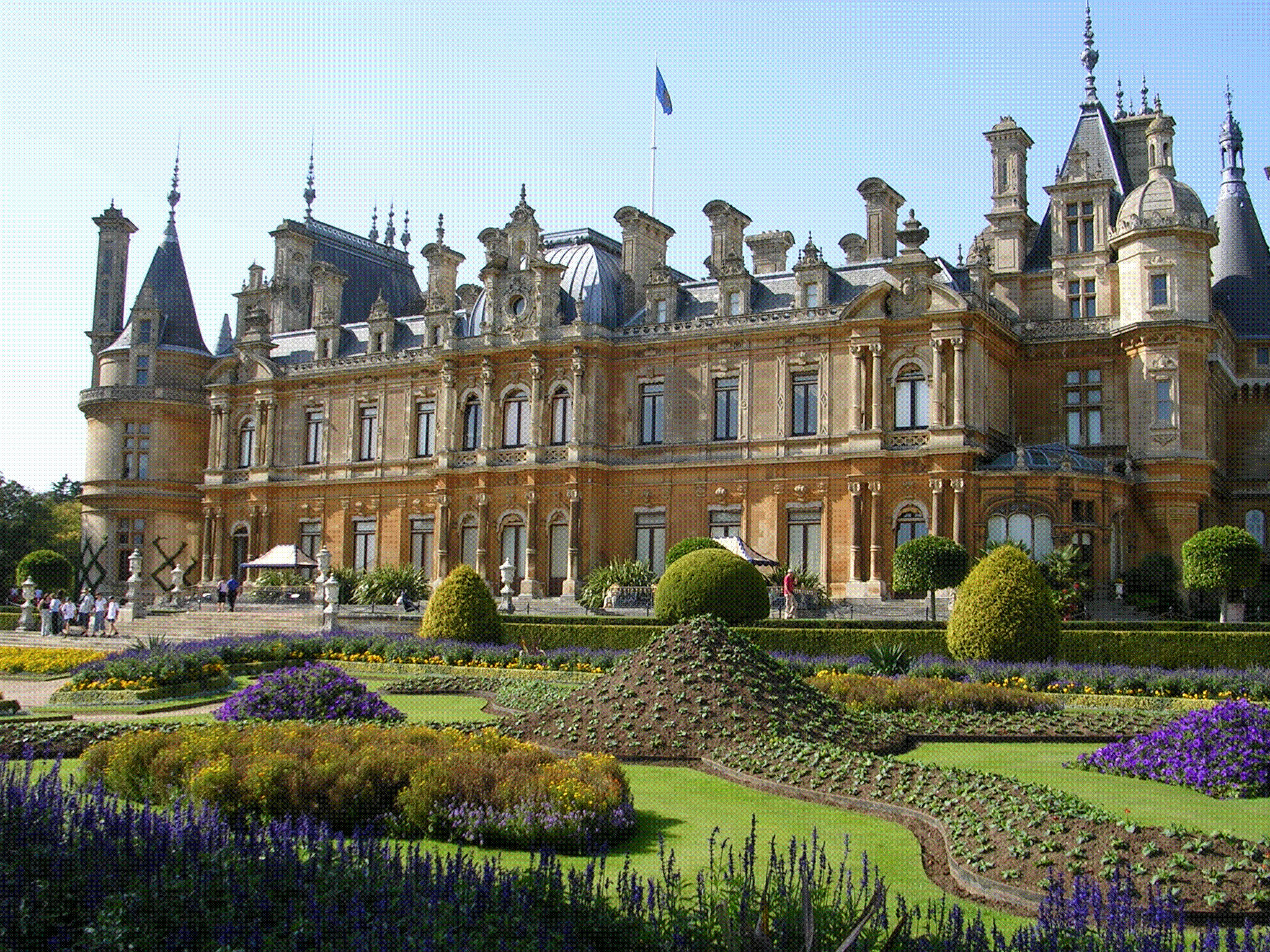
Waddesdon Manor era la casa di Ferdinand de Rothschild, dove intratteneva molti ospiti famosi e reali ostentando la sua variegata collezione del XIX secolo.

Parlava fluentemente tre lingue ed era considerato "come a casa tanto a Parigi come a Londra", era un collezionista già ispirato dalle arti decorative francesi del XVIII secolo da quando aveva vent'anni. Ad esempio, quando aveva solo 21 anni, il suo primo acquisto fu uno dei più ostentati vasi in stile rococò di Sevres dell'epoca di Luigi XV. Il suo sviluppo in uno dei più famosi collezionisti del XIX secolo, anche tra i Rothschild, è noto con l'abbondanza di lettere di famiglia in cui viene definito "cacciatore di curiosità ... in tutta Europa".
Nell'autonno del 1874, Ferdinand de Rothschild acquistò un vasto appezzamento di terreno nel villaggio di Waddesdon nel Buckinghamshire, dal Duca di Marlborough, per costruirvi una proprietà nella quale poter ospitare la sua variegata collezione. Dal 1874 al 1889, l'architetto Hippolyte Destailleur progettò e costruì Waddesdon Manor, un maniero del XIX secolo basato sul castello francese del XVI secolo, il Castello di Chambord. Cercò di far rivivere le decorazioni del XVIII secolo nella loro purezza, ricostruendo le stanze con materiali antichi, e riproducendole come erano state durante i regni dei Luigi.
La sua collezione di oggetti d'arte del Rinascimento venne lasciata in eredità al British Museum e il Reliquiario della Sacra Spina è un punto culminante della collezione, anche se la sua provenienza era ancora sconosciuta. Volle lasciare il Manor ad Alice Charlotte von Rothschild, sua sorella minore non sposata, che aveva vissuto con lui. Eppure, "verso la fine della sua vita, il barone Ferdinando de Rothschild si preoccupò sempre più del futuro di Waddesdon Manor", come evidenziato in questa citazione da The Red Book:
(Barone Ferdinand de Rothschild, The Red Book (1897: Waddesdon Archives)
Miss Alice, a sua volta, lasciò la proprietà al loro nipote, James Armand de Rothschild. Dopo la morte di James, la proprietà venne acquisita dal National Trust for Places of Historic Interest or Natural Beauty.

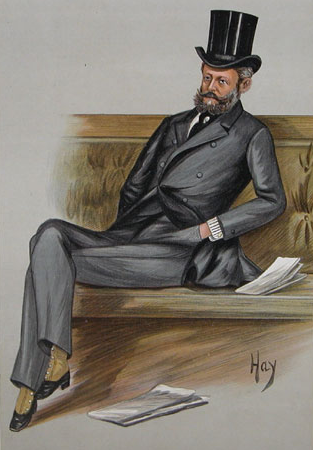
"Ferdy", 1889 Vanity Fair caricatura del barone Ferdinand de Rothschild alla Camera dei comuni.